# Boorhamer

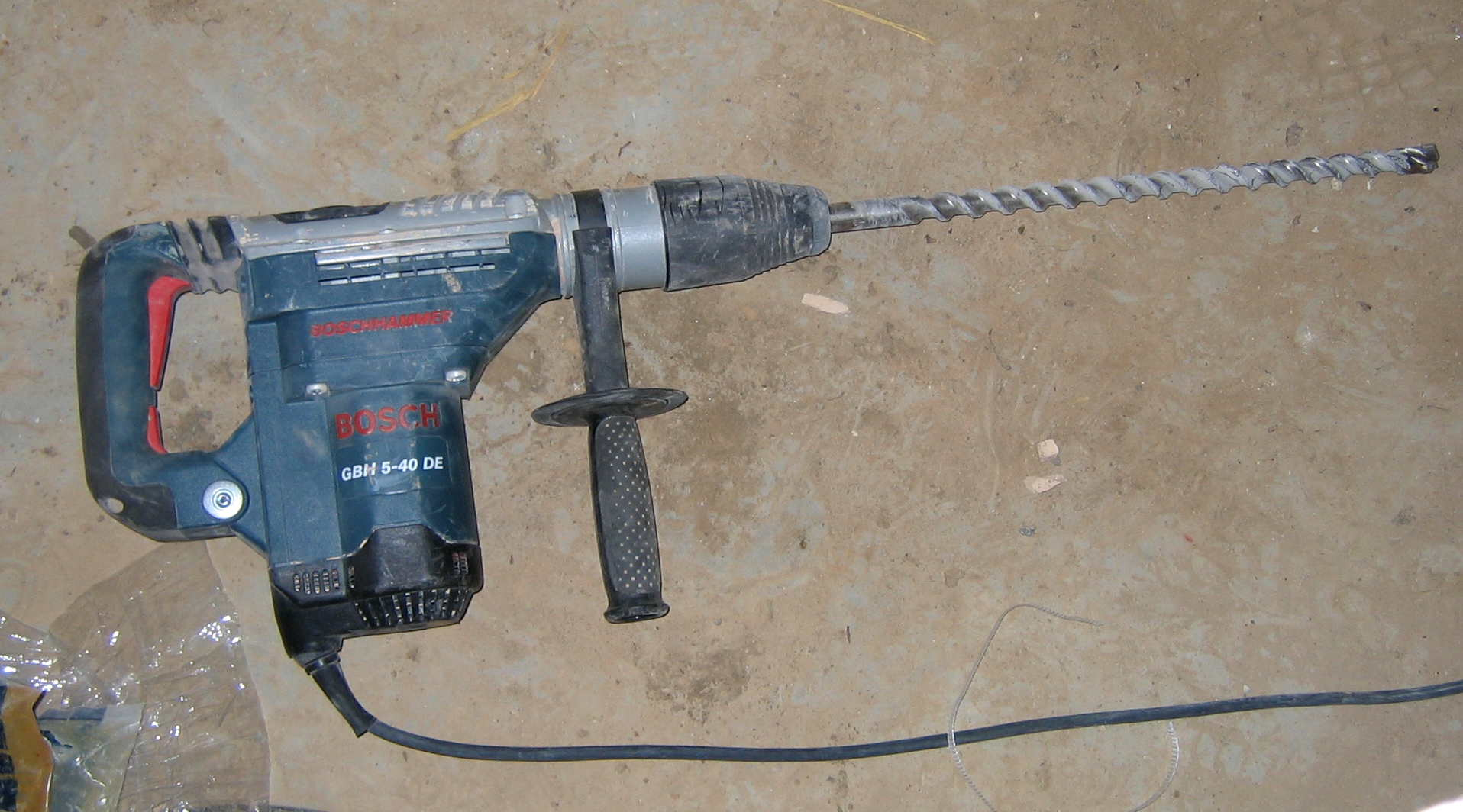
Een zware boorhamer, gebruikt in de bouw

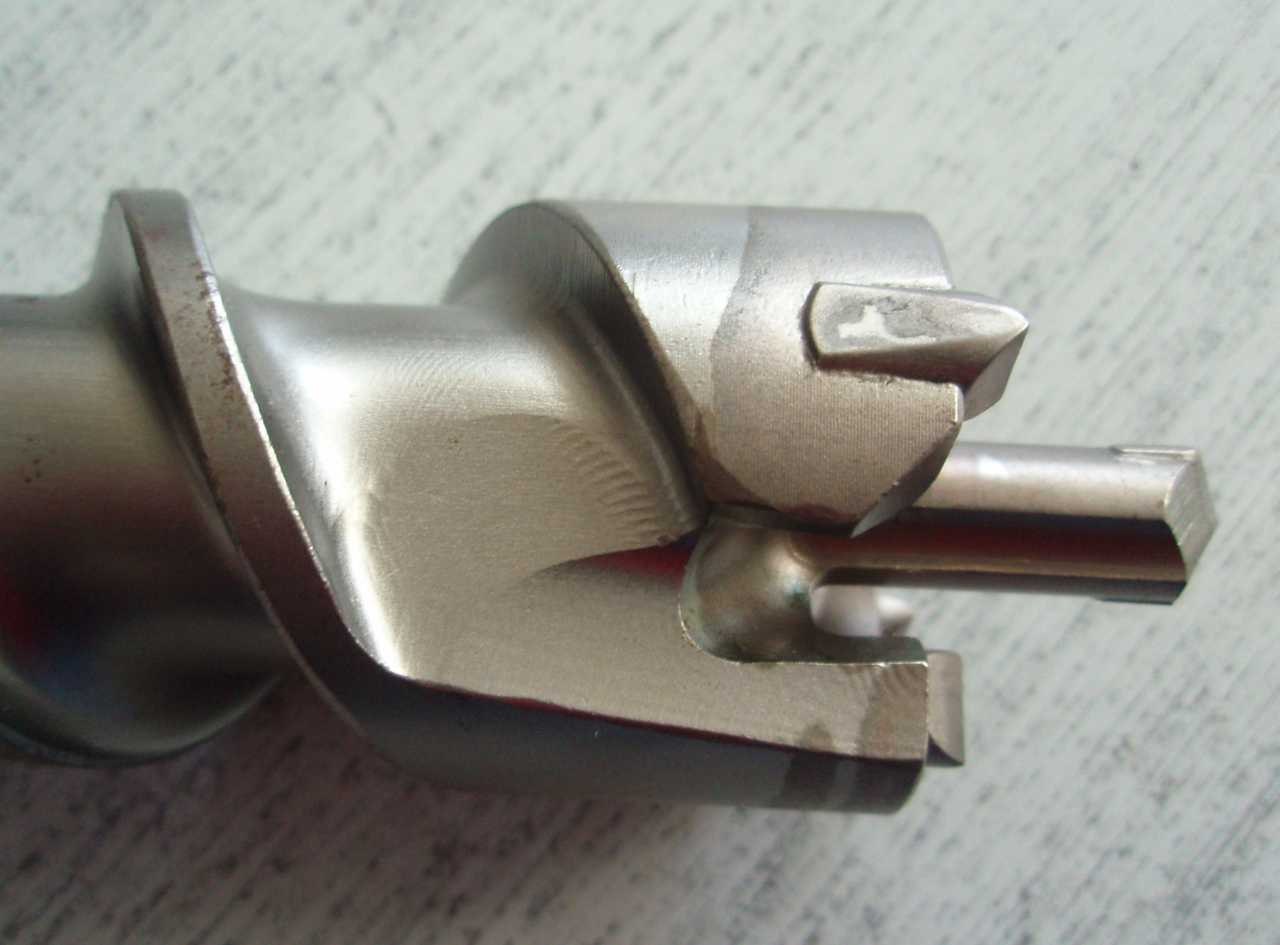
Boorkop, SDS-max, zijaanzicht

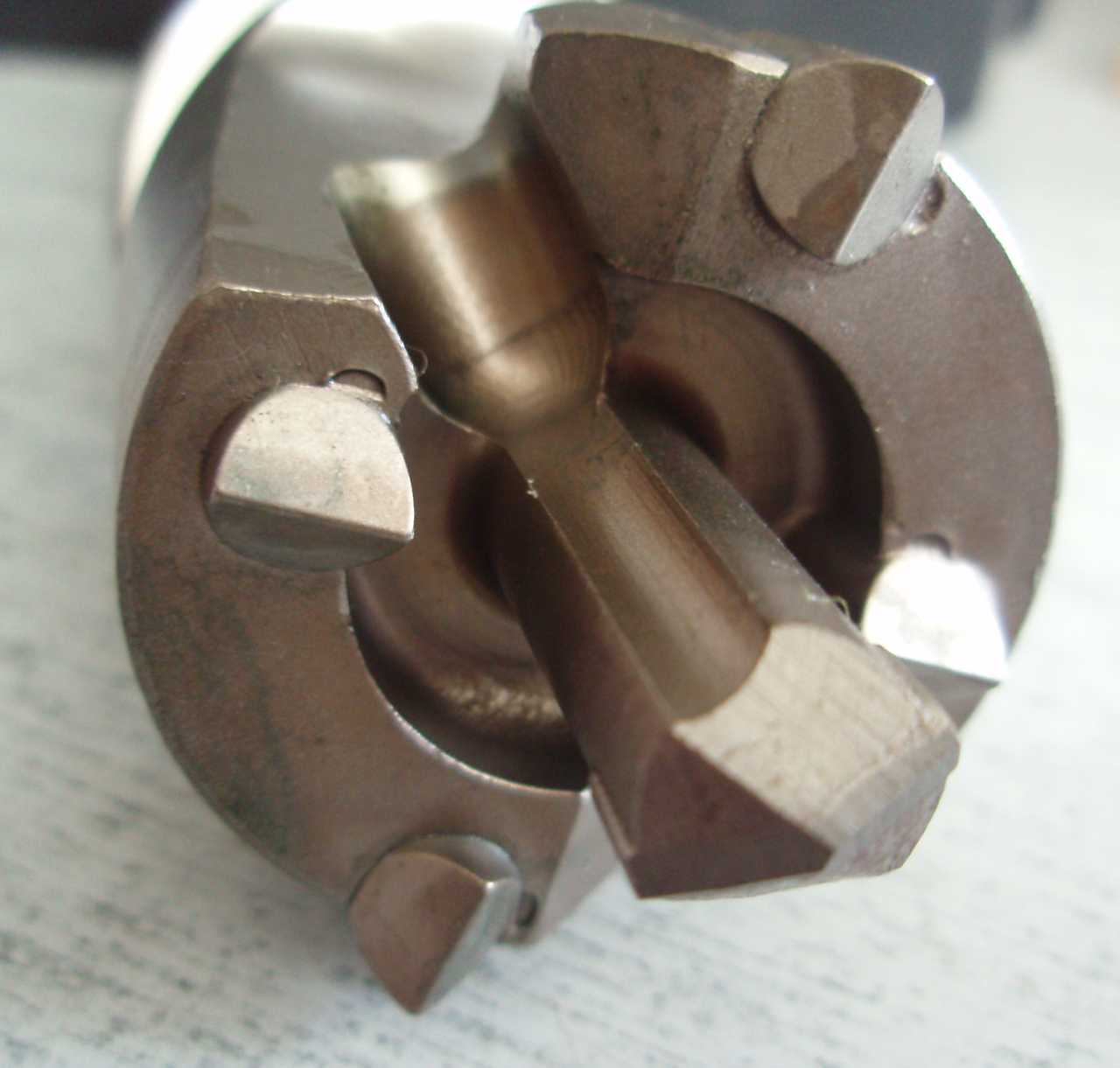
Boorkop, SDS-max, vooraanzicht

Een boorhamer of hamerboor is een boormachine waar de klopbeweging van de boor elektropneumatisch wordt opgewekt. Deze machine wordt gebruikt om gaten in steenachtige materialen te maken. Naast boorhamers met snoer zijn er ook boorhamers die op een accu werken, zodat er ook in steen geboord kan worden op plekken waar geen stopcontact is. Als alternatief kan een boorhamer met snoer hiervoor ook worden aangesloten op een aggregaat.

## Verschil met klopboormachine
In vergelijking met de klopboormachine is de hamer-functie van de boorhamer veel sterker. De gebruiker hoeft bovendien niet veel druk op de machine uit te oefenen, wat het werk aanzienlijk lichter maakt dan het werken met een klopboormachine. In beton is het sterk aan te raden een boorhamer te gebruiken, omdat de slagkracht door het pneumatische systeem veel groter is. Met een kleine boorhamer kunnen ook dezelfde kleine diameters geboord worden als met een standaard klopboormachine.
Soms zijn boorhamers voorzien van een stand om enkel te hameren (zonder rotatie van de boor/beitel), en dus effectief als drilboor dienst te doen, bv. voor (licht) sloopwerk. Daarom zit er bij zo'n machine naast een set steenboren soms ook een set sloopbeitels, vergelijkbaar met een koudbeitel, puntbeitel en voegbeitel. Meestal kan er ook worden geboord zonder hameren, waardoor de machine ook geschikt is voor boren in hout, plastic en metaal.

## SDS
De meeste boorhamers zijn gewoonlijk voorzien van een boorkop met een kliksysteem. Deze koppeling garandeert een betere vergrendeling van de boor in de machine, waardoor de boor niet in de kop kan slippen. Op de consumentenmarkt wordt daarvoor meestal het SDS systeem gebruikt, in licentie van BOSCH. Het is een soort bajonetvatting in boorkop en boorijzer, waardoor de schachten van bijvoorbeeld klopboren niet in deze boorkoppen passen. SDS staat voor: Special Direct System; in het originele Duits "Steck – Dreh – Sitz" (Steek – Draai – Zit). In het systeem kent men drie verschillende vormen:
- SDS-Plus 10mm-schacht met twee sleuven
- SDS-Top 14mm-schacht met twee sleuven
- SDS-Max 18mm-schacht met drie sleuven

## Gebruik
Boorhamers worden veel in de bouw gebruikt. Hamerboren worden ook gebruikt om gaten te boren in natuursteen, onder andere als voorbereiding voor het kloven van blokken steen. Dunne platen natuursteen worden over het algemeen op andere wijzen geboord, bijvoorbeeld met holle pijpboren met diamant, vanwege de kans op breuk door te grote krachten op de steen.
Bij het gebruik van een boorhamer is het sterk aan te raden om gehoorbescherming te dragen vanwege het lawaai dat deze maakt. Ook mensen die in de buurt werken dienen gehoorbescherming te dragen bij het boren met een boorhamer.